# Johnny Gordon
Johnny Gordon (* 11. September 1931 in Portsmouth; † 26. Mai 2001 ebenda) war ein englischer Fußballspieler.

## Karriere
Sein Debüt für den FC Portsmouth gab er am 22. August 1951 bei der 1:3-Niederlage im Heimspiel gegen den FC Blackpool. Bis zum 20. September 1958 blieb der dem Verein treu, mit dem er mit dem dritten Platz am Saisonende 1954/55 das beste Ergebnis in der Meisterschaft erzielte. 1957 war er vereinsintern mit 13 Saisontoren bester Torschütze.
Bereits eine Woche später, am 27. September 1958 (10. Spieltag), beim 4:2-Sieg im Heimspiel gegen Leicester City, war er fortan bis Saisonende 1960/61 und nach wie vor in der höchsten Spielklasse für Birmingham City aktiv und avancierte mit 16 Saisontoren vereinsintern zum besten Torschützen; er entging dem Abstieg, den seine ehemalige Mannschaft – die er in der laufenden Saison verlassen hatte – widerfuhr. International kam er im Wettbewerb um den Messestädte-Pokal in insgesamt elf Spielen bei zwei Teilnahmen zum Einsatz. Bei seinem Debüt in der zweiten Ausspielung 1958–1960 bestritt er alle acht Spiele, das in Hin- und Rückspiel ausgetragene Finale mit einbezogen. Im heimischen St. Andrew’s Stadium trotzte er mit seiner Mannschaft am 29. März 1960 dem FC Barcelona ein torloses Unentschieden ab, im Rückspiel am 4. Mai 1960 verlor sie mit 1:4 im Camp Nou. Im Halbfinale gegen Royale Union Saint-Gilloise gelangen ihm ein Tor beim belgischen Vertreter im Hinspiel und zwei im Rückspiel. 1960/61 gelangte seine Mannschaft erneut ins Finale, Gordon hatte aber vor dem Finale bereits den Klub verlassen. 
Mit der Rückkehr in seine Geburtsstadt, kam er erneut für den FC Portsmouth zum Einsatz. In der Saison 1961/62 gewann er mit Portsmouth die Meisterschaft der Third Division und stieg in die zweithöchste Spielklasse auf. In dieser bestritt er durchgängig bis Saisonende 1966/67 weitere Punktspiele.
Nach Chelmsford gelangt, spielte er zwei Saisons für den dort ansässigen und in der Southern Football League vertretenen Verein Chelmsford City, 1968 gewann er die regionale Meisterschaft.

## Erfolge
- Finalist Messestädte-Pokal 1960, 1961
- Meister Football League Third Division 1962
- Southern-League-Meister 1968